# نئوپلاسم پاپیلاری موسینی داخل مجاری

بروز نسبی نئوپلاسم‌های گوناگون لوزالمعده.

نئوپلاسم پاپیلاری موسینی داخل مجاری (انگلیسی: Intraductal papillary mucinous neoplasm) یا به اختصار «IPMN» نوعی تومور است که در درون سلول‌های مجرای لوزالمعده ایجاد می‌شود. این تومورها ترشح‌کنندهٔ موکوس هستند که این موکوس قادر به ایجاد کیست‌های لوزالمعده است. با اینکه نئوپلاسم پاپیلاری موسینی داخل مجاری، تومورهایی خوش‌خیم محسوب می‌شوند، اما می‌توانند به تدریج مبدل به سرطان لوزالمعده شوند و به همین سبب «ضایعه‌ای پیش‌سرطانی» در نظر گرفته می‌شوند. هنگامی که نئوپلاسم پاپیلاری موسینی داخل مجاری در بیمار تشخیص داده می‌شود، گزینه‌های مدیریتی شامل نظارت و پیگیری دقیق و جراحی پیشگیرانه است.
در بیشتر موارد، نئوپلاسم پاپیلاری موسینی داخل مجاری بر اساس معیارهای بالینی و رادیوگرافی تشخیص داده می‌شوند.
این تومور به احتمال ۵۰ درصد در آینده بدخیم می‌شوند. بقای ۵ ساله بیمار پس از جراحی تومور (بدون حضور بدخیمی) تقریباً ۸۰٪، حدود ۸۵٪ با بدخیمی اما بدون گسترش به غدد لنفاوی و ۰٪ با گسترش بدخیمی به غدد لنفاوی است.
نئوپلاسم‌های شاخه‌دار پاپیلاری موسینی داخل مجاری، شایع‌ترین تومورهای لوزالمعده محسوب می‌شوند که در مردان بیشتر دیده می‌شود و اغلب در دهه‌های ششم و هفتم زندگی پدیدار می‌شوند.